# Copa Acción de San Lorenzo
Copa Acción de San Lorenzo je bila avtomobilistična dirka za Veliko nagrado, ki je med letoma 1947 in 1950 potekala v parku Independencia v Rosariu. Zaradi februarskega termina je bila dirka dobro obiskana tudi s strani evropskih dirkačev in moštev, predvsem italijanskih, ki so tudi dobili tri dirke od štirih. 

## Zmagovalci
| Leto | Zmagovalec          | Konstruktor   | Dirkališče           | Poročilo |
| ---- | ------------------- | ------------- | -------------------- | -------- |
| 1950 | Luigi Villoresi     | Ferrari       | Parque Independencia | Poročilo |
| 1949 | Giuseppe Farina     | Ferrari       | Parque Independencia | Poročilo |
| 1948 | Jean-Pierre Wimille | Simca-Gordini | Parque Independencia | Poročilo |
| 1947 | Achille Varzi       | Alfa Romeo    | Parque Independencia | Poročilo |